# 尖尾樱桃
尖尾樱桃（学名：Cerasus caudata）是蔷薇科樱属的植物，为中国的特有植物。分布于中国大陆的云南等地，生长于海拔3,000米至3,200米的地区，一般生于林缘、山坡林下及草坡，目前尚未由人工引种栽培。

## 别名
尖尾樱（拉汉种子植物名称）

## 异名
- Prunus caudata Franch. (1890)[2]

## 脚注
1. ↑   (PDF).   [2017-08-02]. （原始内容存档 (PDF)于2017-08-03）.
2. ↑  .   [2017-08-02]. （原始内容存档于2017-08-03）.